# La Arena, Guerrero
La Arena är en ort i Mexiko.   Den ligger i kommunen San Marcos och delstaten Guerrero, i den södra delen av landet, 300 km söder om huvudstaden Mexico City. La Arena ligger 77 meter över havet och antalet invånare är 135.
Terrängen runt La Arena är huvudsakligen platt, men norrut är den kuperad. Runt La Arena är det tätbefolkat, med 397 invånare per kvadratkilometer. Närmaste större samhälle är Amatillo, 10,6 km nordväst om La Arena. I omgivningarna runt La Arena växer i huvudsak lövfällande lövskog.